# Тьягу Томаш
Тьягу Баррейруш де Мелу Томаш (порт. Tiago Barreiros de Melo Tomás, нар. 16 червня 2002, Кашкайш, Португалія) — португальський футболіст ангольського походження, нападник німецького клубу «Вольфсбург».

## Ігрова кар'єра

### Клубна
Тьягу Томаш один рік займвся футболом в юнацькій команді «Ешторіла» і в 2014 році приєднався до молодіжної системи столичного «Спортінга». В червні 2020 року футболіст підписав з клубом п'ятирічний контракт. 1 липня 2020 року у матчі чемпіонату Португалії проти «Жил Вісенте» Томаш дебютував на професійному рівні. Також в складі «Спортінга» Томаш брав участь у матчах Ліги Європи та Ліги чемпіонів.
В січні 2022 року Томаш був відправлений в оренду у німецький «Штутгарт» до червня 2023 року з правом подальшого викупу контракту. Вже через шість днів нападник дебютував у Бундеслізі, коли вийшов на заміну у матчі проти «Айнтрахта». Після завершення терміну оренди «Штутгарт» не скористався можливістю підписати з португальцем контракт.
Вже в липні того року Томаш приєднався до іншого німецького клубу — «Вольфсбург», з яким підписав чотирирічний контракт.

### Збірна
У 2019 році в складі юнацької збірної Португалії (U-17) Томаш брав участь у юнацькому чемпіонаті Європи 2019, що проходив на полях Ірландії.
Також у 2021 році футболіст грав на молодіжному чемпіонаті Європи в Угорщині та Словенії.

## Титули
Спортінг
 Чемпіон Португалії: 2020/21
 Переможець Кубка ліги (2): 2020/21, 2021/22
 Переможець Суперкубка Португалії: 2021